# Cauchy-verdeling
In de kansrekening is de cauchy-verdeling de verdeling van een bepaalde klasse van stochastische variabelen, cauchy-veranderlijken genoemd (naar Augustin Louis Cauchy). Men spreekt ook wel van lorentz-verdeling of lorentziaan, naar de Nederlandse natuurkundige H.A. Lorentz. De cauchy-verdeling is een symmetrische verdeling met zwaardere staarten dan de normale verdeling. Een opvallende eigenschap van de cauchy-verdeling is dat van deze verdeling de verwachtingswaarde onbepaald is, en dus alle andere momenten ook onbepaald zijn. Dat heeft als consequentie dat, in tegenstelling tot veel andere verdelingen, het middelen van meerdere onafhankelijke trekkingen geen verbetering van de nauwkeurigheid geeft.

## Definitie

De blauwe kromme geeft de kansdichtheid van de standaard cauchy-verdeling weer. De rode kromme is de verdelingsfunctie

De kansdichtheid {\displaystyle f} van de standaard cauchy-verdeling wordt gegeven door:
{\displaystyle f(x)={1 \over \pi (1+x^{2})}}
De standaard cauchy-verdeling is symmetrisch rondom 0, en heeft een 'halfbreedte halverwege het maximum' van 1. Een algemenere versie van de cauchy-verdeling heeft een instelbare plaatsparameter {\displaystyle x_{0}} en een schaalparameter {\displaystyle \gamma }. De kansdichtheid van deze cauchy-verdeling wordt gegeven door:
{\displaystyle f(x;x_{0},\gamma )={\frac {1}{\gamma \pi \left(1+({\frac {x-x_{0}}{\gamma }})^{2}\right)}}}

## Verdelingsfunctie
Uit de definitie van de kansdichtheid volgt eenvoudig die voor de verdelingsfunctie:
{\displaystyle F(x)={1 \over \pi }\arctan(x)+{\tfrac {1}{2}}}
De kans dat een cauchy-veranderlijke {\displaystyle X} waarden aanneemt in het interval {\displaystyle (a,b)}, is dus: 
{\displaystyle P(a<X<b)={1 \over \pi }\left(\arctan(b)-\arctan(a)\right)}

## Eigenschappen
De grafiek van de kansdichtheid van de cauchy-verdeling lijkt veel op die van de normale verdeling, maar haar statistische eigenschappen zijn erg daarvan verschillend. In het bijzonder: een cauchy-veranderlijke heeft geen verwachtingswaarde (en geen enkel ander moment). De ratio van twee standaardnormaal verdeelde variabelen, heeft een cauchy-verdeling.
De cauchy-verdeling komt overeen met de studentverdeling (t-verdeling) met 1 vrijheidsgraad.
De cauchy-verdeling is een voorbeeld van een alfa-stabiele verdeling.